# Левицький град

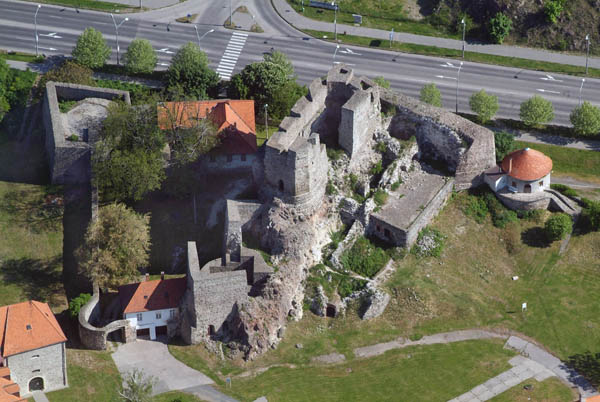
Левицький град з висоти пташиного польоту

Левицький град (слов. Levický hrad) — середньовічний замок у місті Левиці на південному заході Словаччини, нині частково зруйнований.

## Розташування
Замок був побудований наприкінці 13 століття як елемент оборонної системи південніше шахтарських міст Центральної Словаччини (Банська Штявніца, Кремніца, Банська Бистриця та інші). Він був розташований на найвищій точці скелястого пагорба прямо над містом, оточений водно-болотними угіддями, що живляться водами Грон і Подлужанського потоку (словацька: Podlužiansky potok).
Володар Левицького граду Імріх Бечей згадується в документі Калоцька капітула 1313 року. Замок, побудований у готичному стилі, незабаром перейшов під контроль наймогутнішого шляхтича Верхньої Угорщини Матеуша Чака Тренчинського". У 1321 р., після смерті Чака, управитель Юліуш з Топольчанки передав замок королю Карлу Роберту, але вже в 1388 р. його власниками був рід Левицьких. У 1434 р. замок був знищений пожежею, але згодом був відбудований. У 1529 році знову повернувся у власність до корони і належав жупанам Текова. Після смерті жупана Габріеля Тековського замком заволодів лицар-розбійник Мальхіор Баласса. Дії останнього змусили імператора відреагувати: після тривалої облоги замку імперськими військами його залога була змушена здатися. Частину розбійників було страчено одразу під мурами замку. Після смерті роду Левицьких у 1553 році замок повернувся у власність до короля, який включив його до системи оборони від турків. У наступні роки тут проживали представники родин Добоо (Францишек Добоо став тековим жупаном у 1574 році), родини Колоників, Чаків та Естергазі (з 1690 року).
В середині 16 ст. замок було перебудовано, а в 1571 р. на нижньому подвір'ї збудовано двоповерховий ренесансну будівлю з наріжними вежами. Наступне розширення укріплень відбулося в першій половині XVII ст. Серед інших незабаром після 1635 р. зовнішня стіна замку була з'єднана з міськими оборонними мурами, але замок був відділений від них ровом. Для цих робіт, як згадується в парламентських документах, залучалися піддані навіть з віддалених районів Орави та Ліптова.
Замок увійшов в історію воєн з Османською імперією. Вперше турки з'явилися під стінами Левицького замку в 1544 році, але не захопили його. Зробити це їм вдалося після тривалої облоги, 2 листопада 1663 року. Проте через рік (12 червня 1664 р.) туркам довелося залишити замок, а невдовзі, внаслідок програної битви під Левице (19 липня 1664 р.), і весь край. Після цієї дати укріплення замку було зміцнено під керівництвом досвідченого командувача військами Габсбургів, переможця у згаданій битві маршала Луї де Суша.
Під час міської пожежі 1696 р. значних пошкоджень зазнав і замок. У 1699 році гарнізон було виведено, внаслідок чого він втратив своє оборонне значення. Хоча з 1702 року його періодично окуповували повстанські сили Франциска II Ракоці Куруці, вони відступили в 1709 році. Загін куруків Яна Боттіана завершив руйнування замку, підірвавши там пороховий склад.

## Поточний стан
Найкраще збережені частини (так званий «капітанський дім» із західною вежею та замком) після 1710 р. відновлено у стилі бароко. В цей час в них знаходиться Тековський музей (слов. Tekovské múzeum), чиї історичні, туристичні та природні експозиції охоплюють весь регіон Теков. Крім того, збереглися фрагменти стін верхнього замку з готичним палацом, східна вежа (використовувалася як ресторан) і південно-західний бастіон, перероблений під амфітеатр.